# Eulocastra duplilinea
Eulocastra duplilinea är en fjärilsart som beskrevs av Embrik Strand 1917. Eulocastra duplilinea ingår i släktet Eulocastra och familjen nattflyn. Inga underarter finns listade i Catalogue of Life.